# 钱弘僎
钱弘僎（？—940年），杭州錢塘（今浙江杭州）人，五代十國的吳越國國王钱元瓘的长子，武肃王钱镠的孙子。但他并非钱元瓘亲生，而是养子。
钱弘僎生父不详，钱元瓘被选为钱镠的继承人之后，长期没有亲生儿子。所以他的义子算在排行，有钱弘僎、钱弘儇、钱弘侑、钱弘侒。直到927年亲生子钱弘僔出生。历任静海军节度使（遥领，当时真正的静海军节度使是吴权）。温州刺史，被封为琼山侯，后晋天福五年（940年）二月初八，钱弘僎去世，死在钱元瓘之前。